# Gustavo Colonnetti
Gustavo Colonnetti (Turim, 8 de novembro de 1886 — Turim, 20 de março de 1968) foi um matemático e engenheiro italiano.
Colonnetti contribuiu com trabalhos fundamentais para a mecânica do contínuo e resistência dos materiais. Foi reitor do Instituto Politécnico de Turim e presidente do Consiglio Nazionale delle Ricerche (CNR). Suas teorias são aplicadas em técnicas modernas de construção, como o concreto protendido.

## Obras
- L'equilibrio elastico dal punto di vista energetico. Memoria, Turim, V. Bona, 1912
- Principii di statica dei solidi elastici, Pisa, E. Spoerri, 1916
- Applicazione a problemi tecnici di un nuovo teorema sulle coazioni elastiche, Atti R. Acc. Torino, 54, 1918 (Turim, Bona) pp. 69–83
- Proiettili. Appunti, Milano, Ulrico Hoepli, 1918
- I fondamenti della statica. Introduzione alla scienza delle costruzioni, Turim, UTET, 1927
- Principii di dinamica, Turim, 1929
- com Enzo Giacchero, Ingegneria. Scienza delle costruzioni, Milano, Bompiani, 1939
- Di un nuovo procedimento per la messa in tensione delle armature nelle strutture in cemento armato, Città Del Vaticano, Pontificia Academia Scientiarum, 1940 (Roma, Tip. Cuggiani), pp. 61–67
- Elasticità e resistenza di travi con armature preventivamente tese, Città del Vaticano, Pontif. Academia Scientiarum, 1940 (Roma, Tip. Cuggiani), pp. 155–161
- Deformazioni plastiche e deformazioni viscose, Città del Vaticano, Pontif. Academia Scientiarum, 1942 (Roma, Tip. Cuggiani), pp. 217–224
- Scienza delle costruzioni, Turim, Edizioni scientifiche Einaudi, 3º ed., 1953-57
  1. Teoria generale dell'equilibrio, 1953.
  2. La statica delle travi e degli archi, 1955.
  3. La tecnica delle costruzioni. Le pareti sottili, 1957.
- Pensieri e fatti dall'esilio. 18 settembre 1943-7 dicembre 1944, (con una prefazione di Beniamino Segre), Roma, Accademia Nazionale dei Lincei, 1973.
- L’équilibre des corps déformables. Dunod, Paris, 1960